# Alessandro Degai
Aleksandr Nikolaevič Degaj (in russo Александр Николаевич Дегай?), conosciuto in Italia come Alessandro Degai, (San Pietroburgo, 16 marzo 1890 – Buenos Aires, 19 maggio 1962) è stato un pittore russo naturalizzato italiano.

## Biografia
Discendente da un italiano, fu un ufficiale di cavalleria dell'esercito imperiale zarista e dell'Armata Bianca fino alla guerra civile russa. Durante una battaglia perse il braccio destro ma rimase comunque in servizio.
Esiliato in Svizzera, si trasferì in seguito in Italia dove si dedicò alla pittura, realizzando numerose opere con soggetti militari. Lavorò anche come costumista per il cinema.
Nel 1939 fu eletto vice presidente dell'Associazione fra mutilati e invalidi di guerra russi vecchio regime.
Durante il regime fascista fu deportato nel campo di internamento di Campagna.

## Opere
Autore di cartoline reggimentali dei vari corpi italiani, realizzò anche numerosi quadri esposti nel Museo storico dell'Arma dei carabinieri, nel Museo storico della Guardia di finanza e nel Museo storico dell'Arma del genio.

## Filmografia
- Bertoldo, Bertoldino e Cacasenno, regia di Giorgio Simonelli (1936), costumi